# Биоинжењеринг
Биоинжењеринг је примјењивање инжењерских принципа и методологија дизајна за ријешавање медицинских проблема.У специфичне подобласти биоинжењеринга спадају: 

## Биомеханика
Биомеханика проучава артикулације коштаних и мишићних система, као да је ријеч о механичким структурама подређеним различитим силама и кретањима. То укључује анализу начина људског хода и истраживање сила које утичу на деформације људског тијела приликом различитих несрећа (на примјер, саобраћајна несрећа). Биомеханика такође проучава друге системе организма као и органе, на примјер, понашање крви као течности која је у константном кретању, механику дисања и размјену енергије у људском тијелу. 

## Биохемијски инжењеринг
Биохемијски инжењеринг проучава хемијске интеракције између организма и вјештачких материјала. Најзначајнија подобласт биохемијског инжењерства је ортопедијска хирургија. Циљ је развијање протеза артикуларних система организма које неће одбацити имунолошки систем и које ће се интегрисати на најбољи начин са организмом.

## Биоелектрицитет
Проучава биолектричну активност организма, који је основа неуролошког система и већине виталних процеса у организму. Биоелектрични инжењер проучава те биоелектричне процесе и користи их за потребе дијагностике у медицини.